# AAA 400
Das AAA 400 ist ein NASCAR-Sprint-Cup-Rennen, das auf dem Dover International Speedway in Dover im US-Bundesstaat Delaware ausgetragen wird. 
Es wurde erstmals 1971 ausgetragen und gehört heutzutage zu den Rennen des Chase for the Sprint Cup. Von 1995 bis 2006 war MBNA der Hauptsponsor, jedoch wurde der Name des Rennens in dieser Zeit fast jährlich verändert.

## Sieger
- 2011: Kurt Busch
- 2010: Jimmie Johnson
- 2009: Jimmie Johnson
- 2008: Greg Biffle
- 2007: Carl Edwards
- 2006: Jeff Burton
- 2005: Jimmie Johnson
- 2004: Ryan Newman
- 2003: Ryan Newman
- 2002: Jimmie Johnson
- 2001: Dale Earnhardt, Jr.
- 2000: Tony Stewart
- 1999: Mark Martin
- 1998: Mark Martin
- 1997: Mark Martin
- 1996: Jeff Gordon
- 1995: Jeff Gordon
- 1994: Rusty Wallace
- 1993: Rusty Wallace
- 1992: Ricky Rudd
- 1991: Harry Gant
- 1990: Bill Elliott
- 1989: Dale Earnhardt
- 1988: Bill Elliott
- 1987: Ricky Rudd
- 1986: Ricky Rudd
- 1985: Harry Gant
- 1984: Harry Gant
- 1983: Bobby Allison
- 1982: Darrell Waltrip
- 1981: Neil Bonnett
- 1980: Darrell Waltrip
- 1979: Richard Petty
- 1978: Bobby Allison
- 1977: Benny Parsons
- 1976: Cale Yarborough
- 1975: Richard Petty
- 1974: Richard Petty
- 1973: David Pearson
- 1972: David Pearson
- 1971: Richard Petty